# Сент-Альбан-де-Рош
Сент-Альбан-де-Рош (фр. Saint-Alban-de-Roche) — коммуна во Франции, находится в регионе Рона — Альпы. Департамент коммуны — Изер. Входит в состав кантона Л’Иль-д’Або. Округ коммуны — Ла-Тур-дю-Пен.
Код INSEE коммуны — 38352. Население коммуны на 2012 год составляло 1840 человек. Населённый пункт находится на высоте от 230 до 462 метров над уровнем моря. Муниципалитет расположен на расстоянии около 430 км юго-восточнее Парижа, 35 км юго-восточнее Лиона, 60 км северо-западнее Гренобля. Мэр коммуны — Michel Guerin, мандат действует на протяжении 2014—2020 гг.
Динамика населения (INSEE):